# Acalypha hellwigii
Acalypha hellwigii är en törelväxtart som beskrevs av Otto Warburg. Acalypha hellwigii ingår i släktet akalyfor, och familjen törelväxter. Inga underarter finns listade i Catalogue of Life.